# Willem de Vos (wetenschapper)
Willem de Vos (Apeldoorn, 30 oktober 1954) is een Nederlands hoogleraar microbiologie verbonden aan de Wageningen Universiteit. Hij is bekend vanwege zijn onderzoek op het gebied van micro-organisme en welke bijdrage deze organismen leveren bij de productie van voedsel. Tot de micro-organismes die hij bestudeerde horen onder andere archaea, schimmels en bacteriën. In 2008 ontving De Vos de Spinozapremie voor zijn onderzoek op het gebied van de rol van micro-organisme met betrekking tot voedsel en gezondheid.

## Leven en loopbaan
De Vos studeerde biologie en biochemie aan de Rijksuniversiteit Groningen waar hij in 1978 afstudeerde. In 1983 promoveerde hij daar op een onderzoek uitgevoerd in samenwerking met het Max Planck Instituut voor Moleculaire Genetica in Berlijn. Na zijn promoveren zette de Vos een onderzoeksgroep op bij het Nederlands Instituut voor Zuivelonderzoek. Hij werd manager van deze onderzoeksgroep in 1987.
In ditzelfde jaar werd hij benoemd tot deeltijdhoogleraar Bacteriële Genetica aan de Wageningen Universiteit en in 1994 werd hij aangesteld als hoogleraar Microbiologie. Tegelijkertijd vervulde hij meerdere bestuursfuncties waaronder bij het Topinstituut Food & Nutrition. In 2007 werd hij verkozen tot Distinguished Professor aan de Universiteit van Helsinki. In 2009 werd hij er academiehoogleraar aan diezelfde universiteit vanuit de Finse Academie der Wetenschappen.

## Onderzoek
Als wetenschapper heeft de Vos meer dan 800 publicaties op zijn naam staan en heeft hij als promotor meer dan 100 promovendi begeleid. Ongeveer 25 van zijn ontdekkingen zijn gepatenteerd.
Het onderzoek van de Vos richt zich op micro-organisme. Hij heeft meerdere ontdekkingen gedaan op dit gebied waaronder de eigenschap van melkzuurbacteriën om met elkaar te communiceren en andere organismen te kunnen uitbannen met peptiden. Daarnaast heeft zijn onderzoek ervoor gezorgd dat melkzuurbacteriën ingezet kunnen worden om de productie van vitamine, smaakstoffen en zoetstoffen te verbeteren.

## Erkenning
In 2008 ontving De Vos de Spinozapremie voor zijn onderzoek op het gebied van de rol van micro-organisme met betrekking tot voedsel en gezondheid en in 2009 trad hij toe tot de Koninklijke Nederlandse Akademie van Wetenschappen. Hij is daar verbonden aan de sectie biologie vallende onder de afdeling Natuurkunde. In 2010 ontving hij de prijs Meest Ondernemende Wetenschapper.